# Chassalia humbertii
Chassalia humbertii är en måreväxtart som beskrevs av Cornelis Eliza Bertus Bremekamp. Chassalia humbertii ingår i släktet Chassalia och familjen måreväxter. Inga underarter finns listade i Catalogue of Life.